# داني كور
داني كور (بالإنجليزية: Danny Core)‏ هو لاعب كرة قاعدة أمريكي، ولد في 17 يوليو 1981 في نيويورك في الولايات المتحدة.

## وصلات خارجية
- داني كور على موقعبيزبول رفرنس.كوم (الدوري الثانوي) (الإنجليزية)